# Otoci Turks i Caicos
Otoci Turks i Caicos se sastoje od osam glavnih otoka, Salt Cay, Veliki Turk, Južni Caicos, Istočni Caicos Središnji Caicos, Sjeverni Caicos, Providenciales i Zapadni Caicos. Istočni Caicos i Zapadni Caicos nisu naseljeni. Otočje je dio britanskih prekomorskih područja.

## Zemljopis
Ukupna površina otoka je oko 430 km². Iako zemljopisno gledano leže u Atlantiku, ubrajaju se u Karibe. Obje male grupe otoka tvore zapravo jugoistočne nastavke Bahama a sjeverno su od Haitija.

## Povijest
Ime otočja je izvedeno s jedne strane po jednoj vrsti endemskog kaktusa koji podsjeća na tursku kapu, fes, a s druge od naziva koji su otocima dali Lucayo Indijanci. Prvobitni naseljenici na otocima su bili Lucayo Indijanci za koje se smatra da su ih naselili oko 750. godine (po arheološkim podatcima). Otoke je, navodno, 1492. "otkrio" Kristofor Kolumbo, ali postoji mogućnost da je to zapravo bio Juan Ponce de León. Starosjedilačko stanovništvo je bolestima i ropstvom do oko sredine 16. stoljeća istrijebljeno.
U 17. stoljeću su otoci naseljavani s Bermuda, i tijekom vremena bili su pod španjolskom, pa francuskom i britanskom kontrolom. Od 1776. do 1848. bili su dio kolonije Bahama, od 1848. do 1962. su bili vezani uz Jamajku, dok ona nije dobila nezavisnost. Negdje oko 1976. pojavljuju se pokreti za neovisnost otoka, ali od 1982. su zamrli.
Od 2003. Kanada nastoji otoke proglasiti svojom jedanaestom provincijom. Da bi to bilo moguće, Velika Britanija bi prvo morala otocima dati neovisnost.

## Politika
Stanovništvo broji oko 15.000 ljudi. Oni sami sebe nazivaju Belonger, a čine ih potomci afričkih robova i mješavine raznih europskih naroda. Otoci su pravi prirodni raj i vrlo omiljeno turističko odredište.